# Zevio
Zevio est une commune italienne de la province de Vérone, dans la région Vénétie.

## Administration
| Période                                  | Période | Identité | Étiquette | Qualité |
| ---------------------------------------- | ------- | -------- | --------- | ------- |
|                                          |         |          |           |         |
| Les données manquantes sont à compléter. |         |          |           |         |

### Hameaux
Bosco, Campagnola, Perzacco, Santa Maria, Volon

### Communes limitrophes
Belfiore, Caldiero, Oppeano, Palù, Ronco all'Adige, San Giovanni Lupatoto, San Martino Buon Albergo